# دیارجان
دیارجان، روستایی از توابع بخش دیلمان شهرستان سیاهکل در استان گیلان ایران است.

## وجه تسمیه
دیار جان در لغو کُردی به معنای
اشکار عزیز و به‌ معنای سرزمین محبوب است

## جمعیت
این روستا در دهستان دیلمان قرار دارد و براساس سرشماری مرکز آمار ایران در سال ۱۳۸۵، جمعیت آن ۱۳۸ نفر (۴۴خانوار) بوده‌است.